# Karel Javůrek

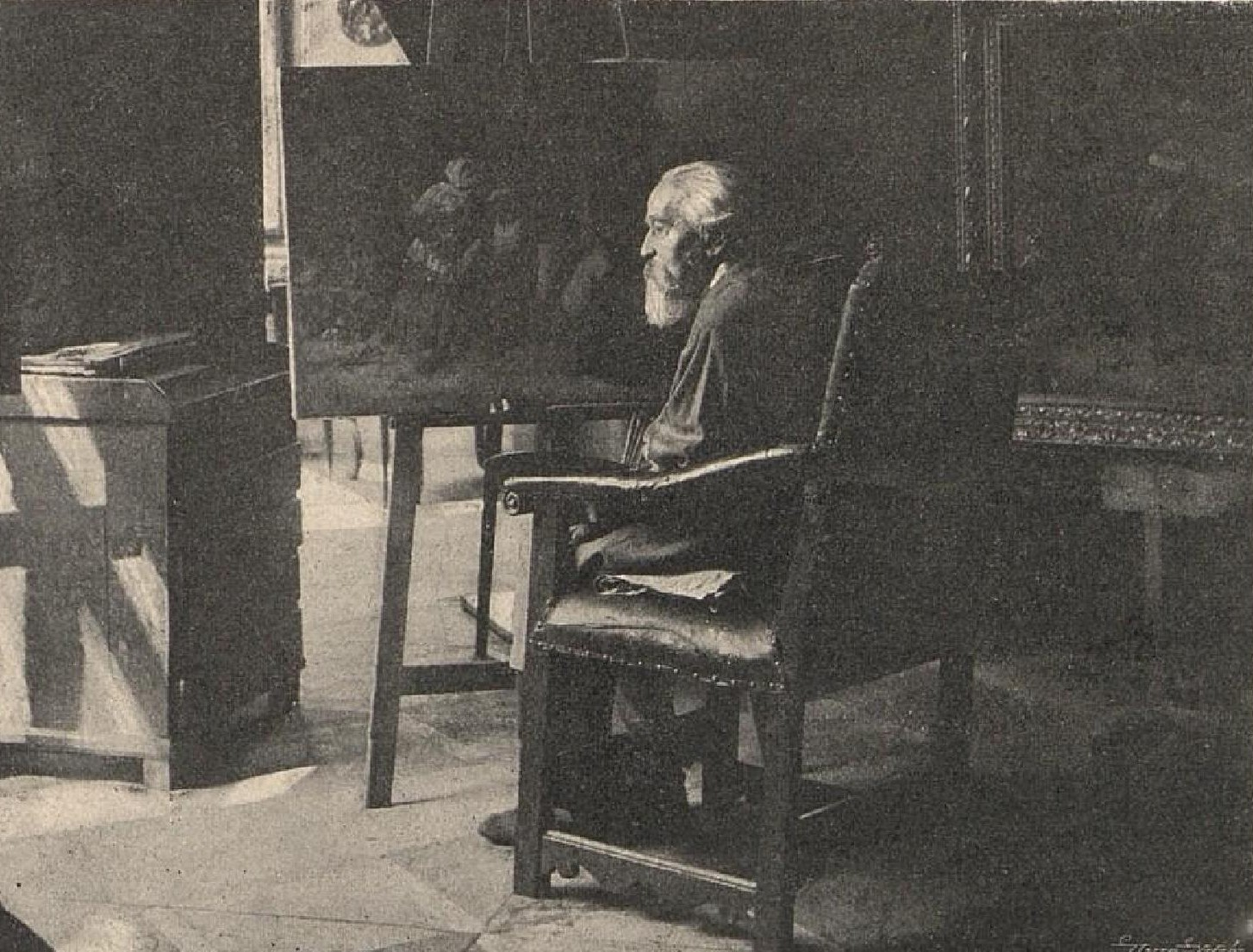
Devadesátiletý malíř Karel Javůrek ve svém atelieru (1905)

Karel Javůrek (30. července 1815 Praha – 23. března 1909 Praha) byl český malíř, autor mnoha pláten s výjevy z českých dějin. Studoval u Christiana Rubena na pražské malířské akademii, absolvoval i stáže v Drážďanech, Antverpách a Paříži. Upozornil na sebe dvěma obrazy s husitskou tematikou – Loučení Husa s krajany (1846) a Černá země (1852; původně nazýván Spáleniště kostnické). V následujících desetiletích pak vytvořil stovky maleb zpodobňujících téměř všechna období české historie a také několik církevních obrazů s biblickými motivy. Společně s Jaroslavem Čermákem je považovaný za průkopníka české historické školy. Každoročně vystavoval, jeho díla se dobře prodávala. Jeho umělecký styl ustrnul v mladém věku, nevyvíjel se. Všechny obrazy jsou poplatné sentimentálnímu romantismu 40. let 19. století, ke konci jeho života již velmi zastaralému. Současníci oceňovali jeho lásku k dějinám, vlastenectví a pěknou kompozici obrazů.

## Život
Byl synem pražského továrníka, výrobce pentlí, otce ale ztratil již v mladém věku. Jako dvacetiletý studoval nejprve rok ve Vídni u Josefa Danhausera, poté se vrátil do Prahy na malířskou akademii. Z finančních důvodů si musel vedle studia přivydělávat kreslením. Jeho učitelem byl nejprve František Tkadlík, kterého později vystřídal nový ředitel Christian Ruben. Ten se stal Javůrkovi největším vzorem, pod jeho vedením maloval na akademii historické obrazy až do roku 1850.
Jako student se s Rubenem také zúčastnil revolučních událostí roku 1848; dvě pikantní historky z té doby zaznamenal Rudolf Jaroslav Kronbauer.

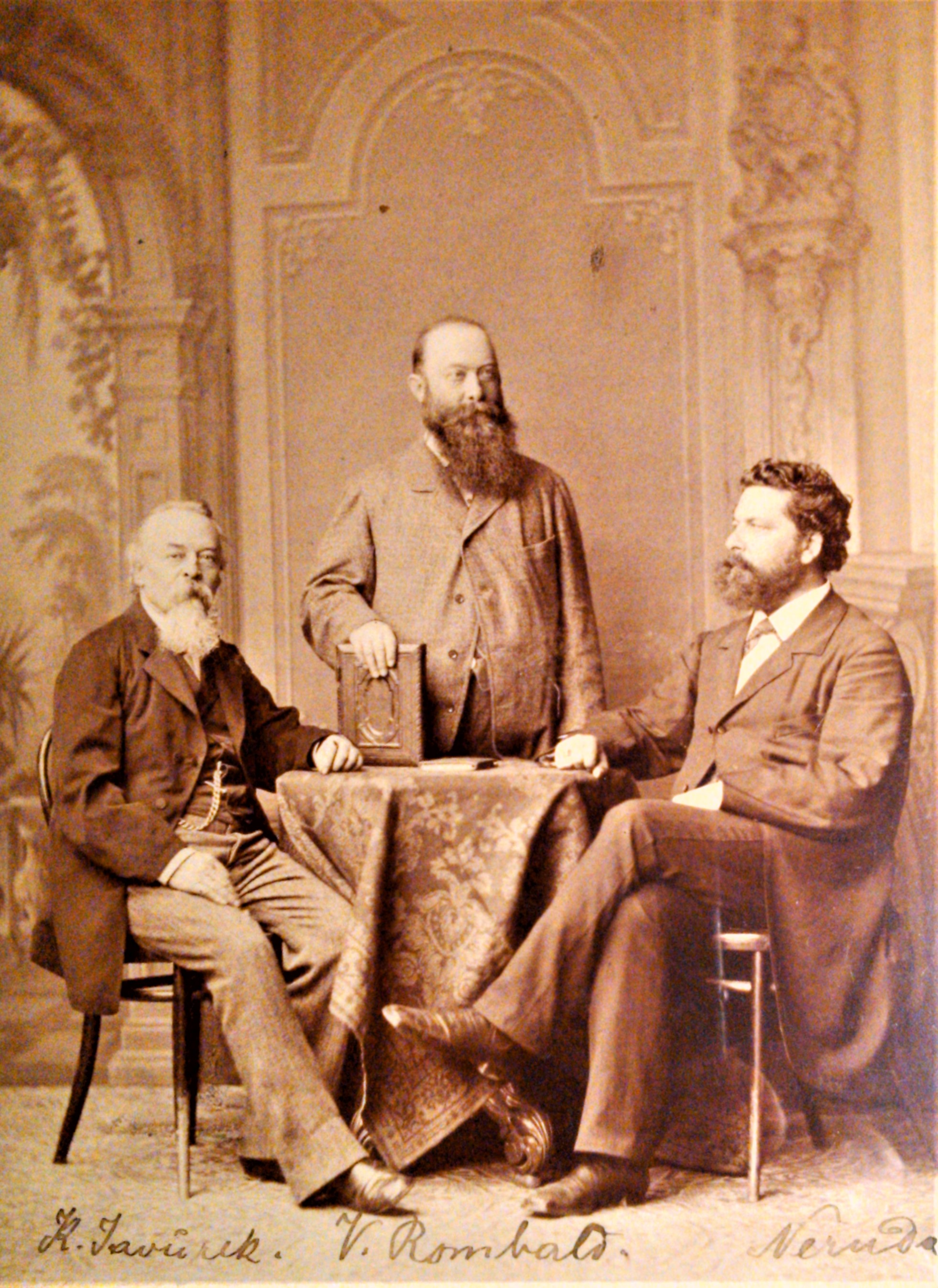
Karel Javůrek a Janem Nerudou (archív rodiny Tomáše Fassati)

Roku 1850 odešel na dva roky do Antverp, kde v té době působili Gustaaf Wappers, Teigmans a Versagern. V roce 1855 pak odjel společně s Jaroslavem Čermákem na roční stáž do dílny Thomase Coutura v Paříži; pobytu v tomto městě využil i ke zdokonalování techniky kopírováním starých mistrů v Louvru a Palais du Luxembourg. Během padesátých let také pravidelně trávil letní měsíce v Drážďanech.
V následujících desetiletích žil v Praze a až do pozdního věku maloval historické kompozice a portréty. Jejich výběr každoročně prezentoval v Rudolfinu na výstavě Krasoumné jednoty. Na počátku 20. století byl považován za patriarchu české malířské obce a jednoho z nejpopulárnějších umělců. Současníci oceňovali jeho rozsáhlou tvorbu i vlastenectví a lásku k dějinám, neopomíjeli ale na druhou stranu ani to, že jeho styl ustrnul a po dlouhých šedesát let zůstával věrný původnímu rubenovskému romantickému pojetí.
Pro historické prostředí svých obrazů Javůrek využíval spoustu rekvizit a byl také sběratelem starožitností, zejména historických zbraní. Jeho sbírku dále rozšiřoval syn Jaromír a další potomci. Díky účasti na revolučních událostech roku 1848 a umělecké podpoře významných témat českých dějin vnímáme Javůrka jako charakteristickou osobnost národního obrození. Pohřben byl na Olšanských hřbitovech po obřadu v kostele sv. Ignáce z Loyoly na Karlově náměstí, za účasti mnoha umělců.

### Rodinný život
Karel Javůrek se dne 23. 5. 1852 oženil v pražském kostele Panny Marie Sněžné s Marií Ungerovou (1818 – 1. 1. 1871). Manželé Javůrkovi měli syna Jaromíra (1859–??) a dceru Zdenku (1861–??). K jeho potomkům patří také bioložka Olga Javůrková (Olga Fassatiová) a její syn Tomáš Fassati.

## Dílo

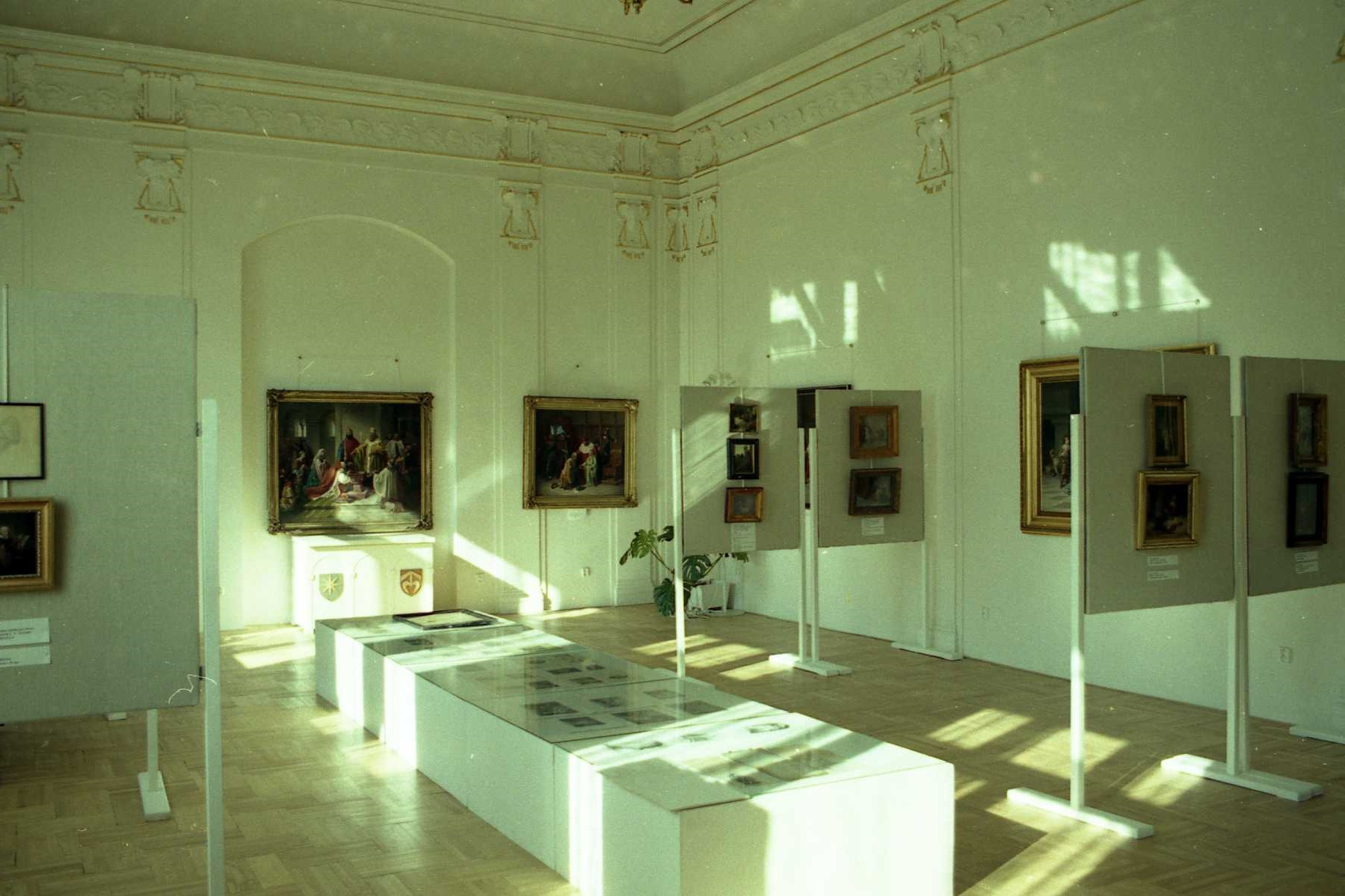
Souborná výstava díla K. Javůrka, Muzeum umění Benešov, 1996

Karel Javůrek patřil k velmi plodným malířům. Ve svých dílech zachytil téměř všechna období českých dějin. Podobně jako jeho současníci — Jaroslav Čermák, Antonín Lhota a Josef Vojtěch Hellich — se v mládí postavil proti strnulým klasicistním schématům, tradičně pěstovaným na pražské akademii. Jeho práce se vyznačují láskou k českým dějinám, barvitým líčením scén a někdy až patetickou kompozicí. Věhlasu a významu Jaroslava Čermáka ale nedosáhl.
Poprvé se představil veřejnosti roku 1839 obrazem Král duchů (Erlkönig) na výstavě Akademie v pražském Klementinu. Předlohou mu byl grafický list jeho vrstevníka, původem severočeského malíře Ferdinanda Karla Klimsche.
Proslavily ho především obrazy Loučení Husa s krajany (1846) a Černá země (1852). Na druhém z nich, původně nazvaném Spáleniště kostnické, zachycuje Jana z Chlumu a Václava z Dubé, jak sbírají zemi na místě, kde byl upálen Jan Hus. Inspirací byla báseň J. E. Vocela. Obraz byl oceňovaný v českých vlasteneckých kruzích, ale naopak si výběrem tématu vysloužil kritiku německého listu Bohemia.
K dalším historickým obrazům patří: Smrt císaře Albrechta, Zatčení císaře Sigmunda, Zavraždění Svatopluka, Jan Lucemburský, Konec posledního Přemyslovce, Ladislav Pohrobek, Svatý Vojtěch, Vršovci, Bedřich Falcký aj. Maloval také oltářní obrazy a portréty.

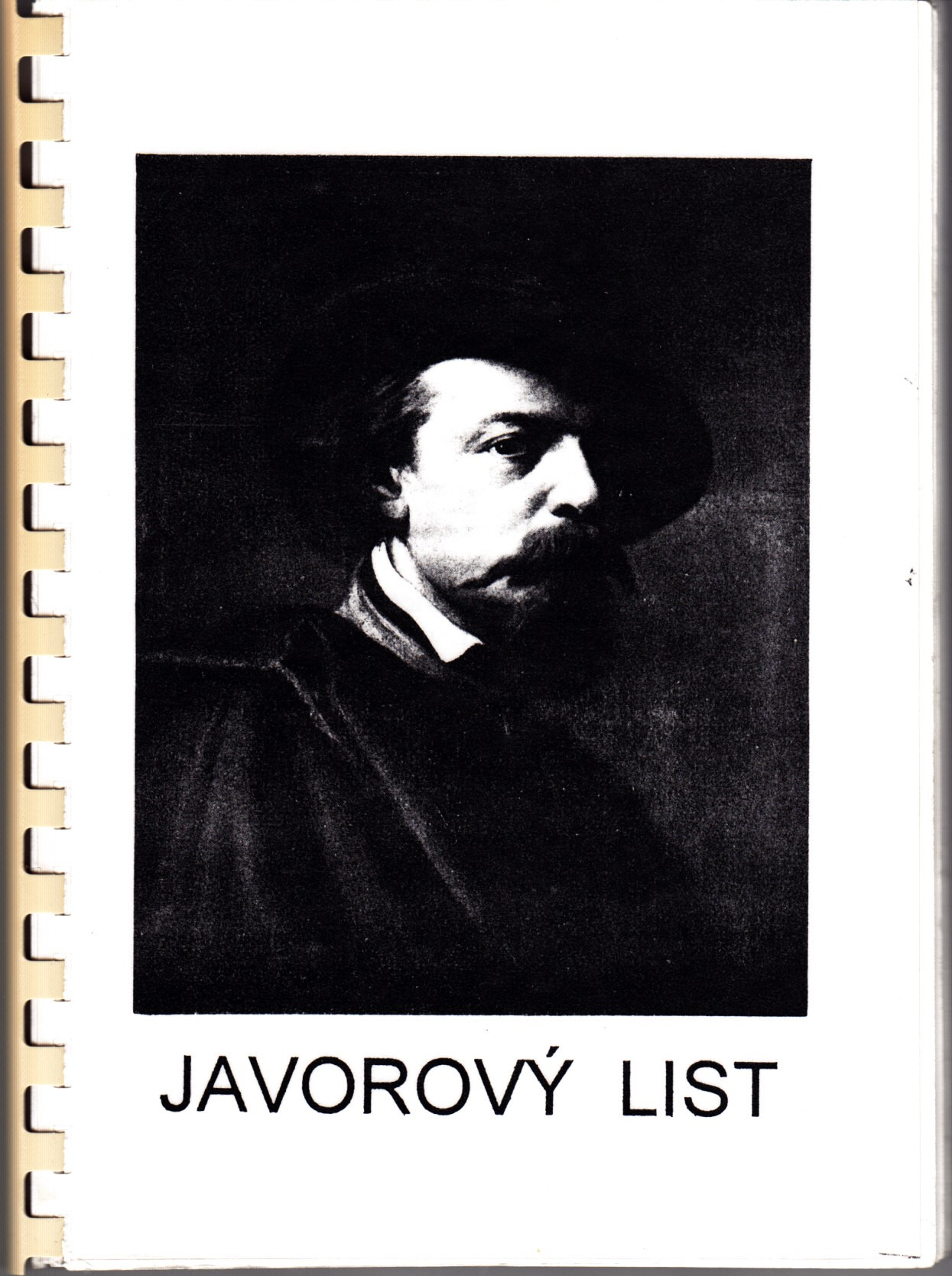
Publikace Jarmily Stehlíkové vydaná Muzeem umění Benešov

Po celou svou šedesátiletou uměleckou dráhu zůstával věrný romantickému rubenovskému pojetí, jeho styl se téměř neměnil. Námětem mu byly především historické studie, básně a divadelní hry, zpracovával je v sentimentálním romantickém stylu. Postavy vyzařují spíš šablonovitý herecký patos než reálné životní emoce. Kompozice všech obrazů je podobná, většinou vypadají jako poslední scéna dramatu na jevišti. Uměleckým cílem je připomínat dávné události. Lpěním na osvědčeném stylu a neochotou přijímat nové směry se sám Javůrek počátkem 20. století stal symbolem a ilustrací minulých dob. Až do konce života byl jedním z nejpopulárnějších umělců, jeho obrazy snadno nacházely ochotné kupce a byly reprodukovány v časopisech (např. Světozor nebo Zlatá Praha).
Také jeho portréty bývají heroizující, například sestava podobizen obrozenců na víku kazety, nebo portrét Josefa V. Friče, obojí ze sbírek Národního muzea v Praze.
Retrospektivní autorskou výstavu připravilo Javůrkovi ve spolupráci s Národní galerií v Praze Muzeum umění a designu Benešov (Karel Javůrek, malíř české historie. Benešov 9. 8. – 7. 9. 1994, kurátor Tomáš Fassati), které současně vydalo rukopis starší životopisné studie.

## Zastoupení ve sbírkách (výběr)
Javůrkovo dílo je zastoupeno ve sbírce Národní galerie v Praze, Národního muzea v Praze, Galerie hlavního města Prahy a lze jej vidět také v historických objektech (zámcích a kostelích), pro které je vytvářel.

## Galerie

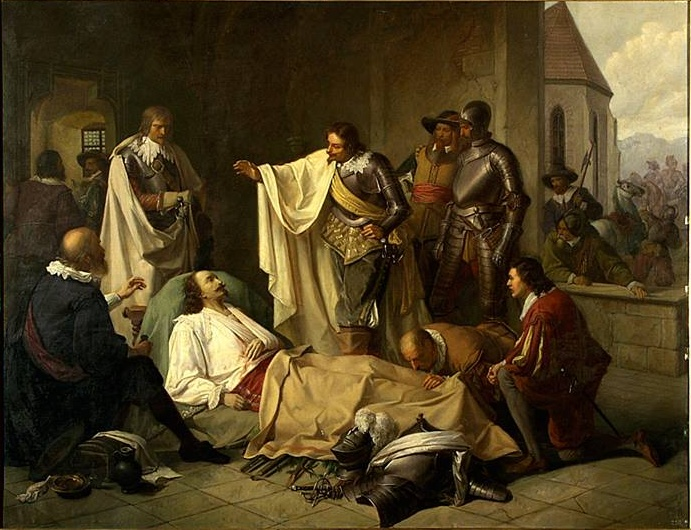
Karel Javůrek – Bernard Sasko-Výmarský navštěvuje svého umírajícího přítele a bratra ve zbrani, Jindřicha z Rohanu, po bitvě u Rheinfeldenu 1638 (1879)
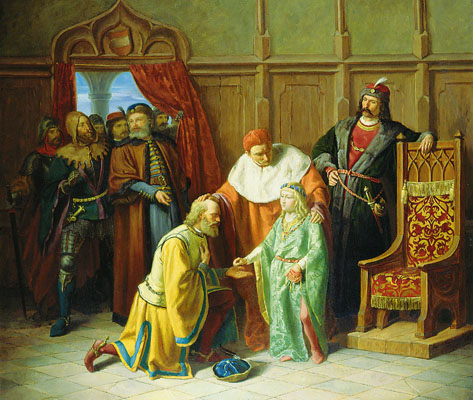
Karel Javůrek – Ladislav Pohrobek
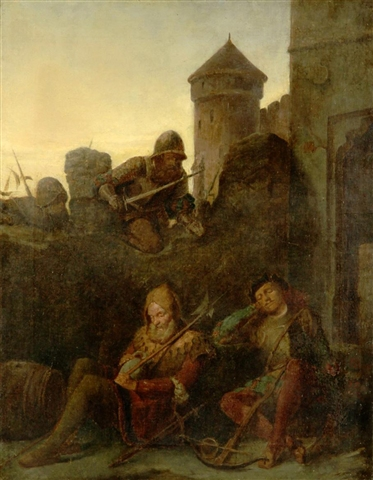
Karel Javůrek – Útok na spící stráž (1884)
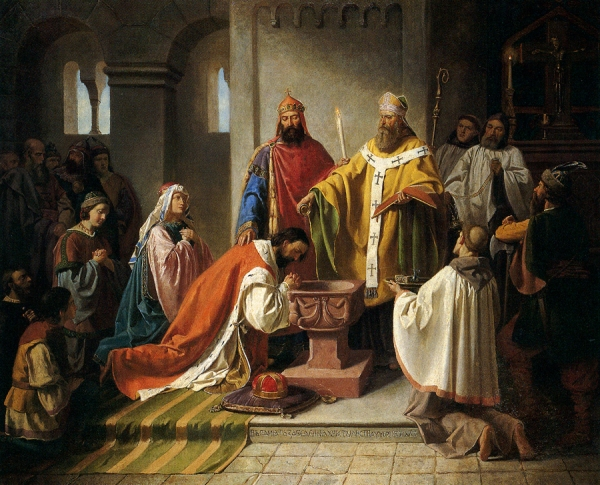
Karel Javůrek – Křest knížete Bořivoje (1858)
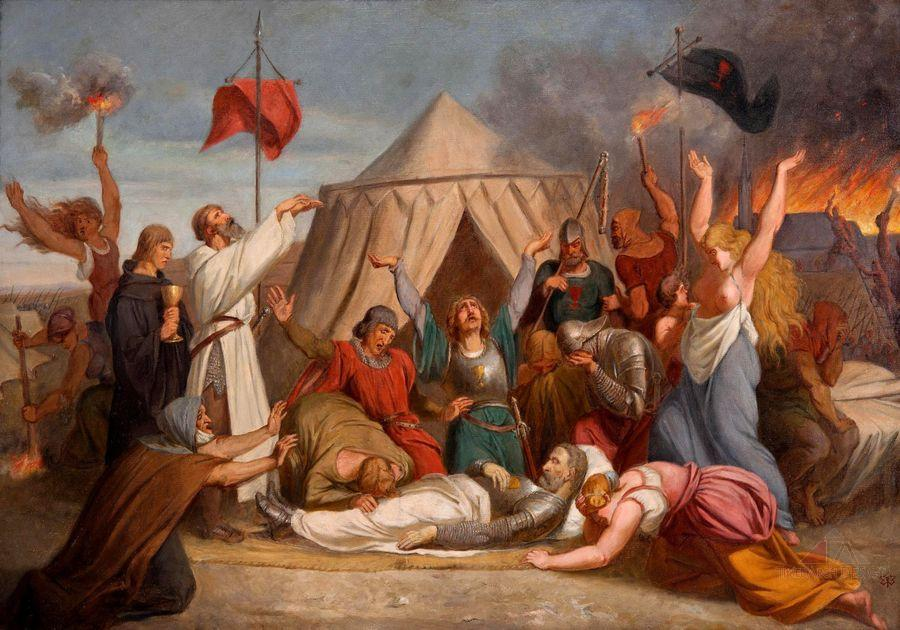
Karel Javůrek – Smrt Jana Žižky z Trocnova
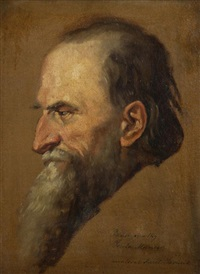
Karel Javůrek – portrét J.Schwiednera
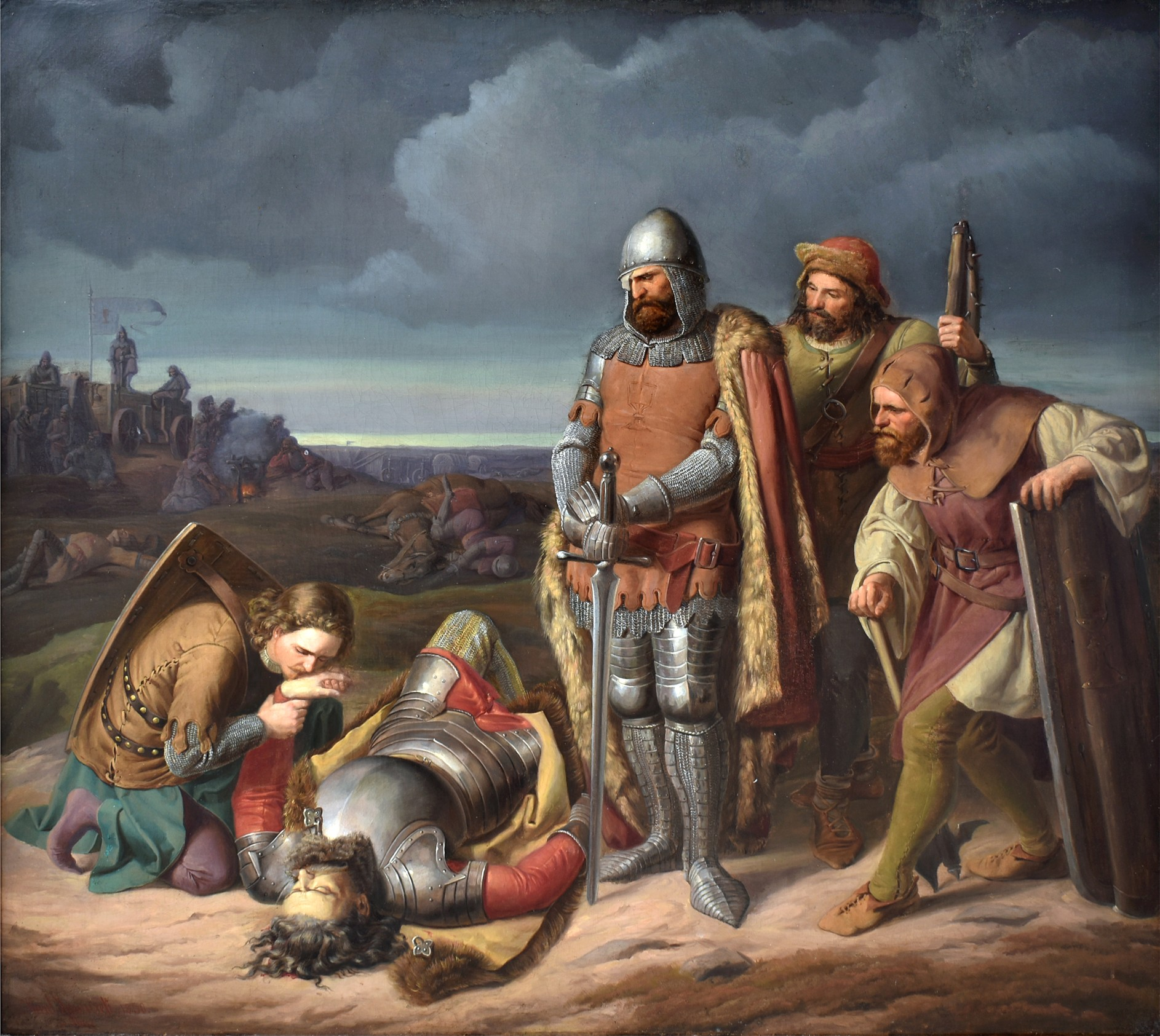
Karel Javůrek:  Žižka po bitvě u Sudoměře u mrtvoly Břeňka ze Sudoměře Datováno 1850  Olej na plátně, rozměry: 95 x 106 cm
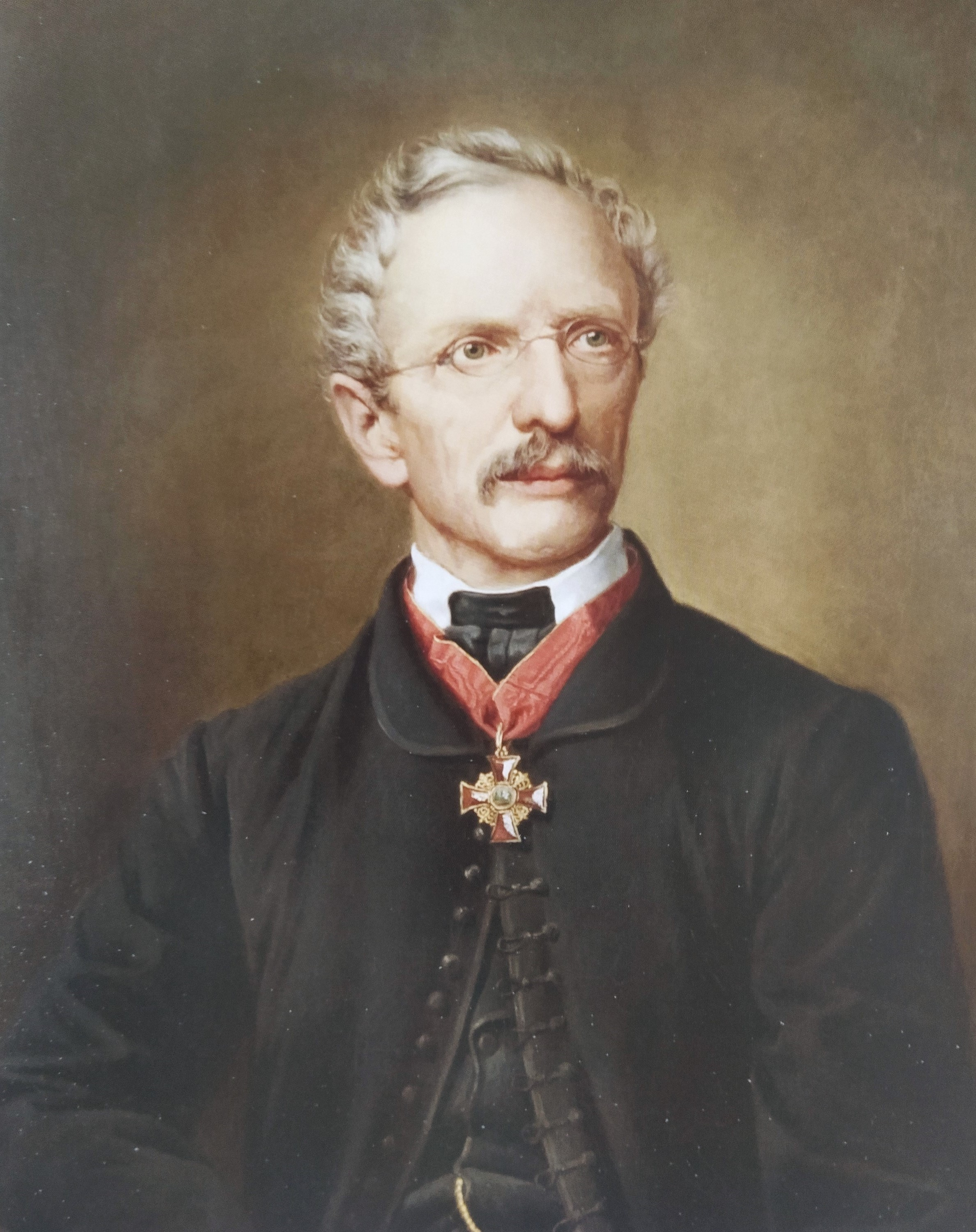
Karel Javůrek: Portrét Karla Jaromíra Erbena (1873)